# Maria Matschke Engel
Maria Matschke Engel (* 2001 in Berlin) ist eine deutsche Schauspielerin und Hörspielsprecherin.

## Leben
Maria Matschke Engel kam im Jahr 2001 in Berlin als Tochter eines Schauspielpaars auf die Welt. Sie besuchte eine Waldorfschule und ist schon in jungen Jahren dem Schauspiel nachgegangen. Bereits 2010 stand sie für Rosa Roth – Bin ich tot? erstmals vor der Kamera, woraufhin weitere Angebote für Film- und Fernsehproduktionen folgten, unter anderem im Spreewaldkrimi, bestefreunde oder dem Zweiteiler Neu in unserer Familie. Auch auf der Theaterbühne spielte sie 2013 an der Schaubühne 2014 in Romeo und Julia unter der Regie von Lars Eidinger.
Die letzten beiden Jahre ihrer Schulzeit ging sie nach England und machte dort 2019 das Abitur. Dadurch spricht sie fließend und akzentfrei Englisch. Sie studierte im Anschluss ein Jahr Fotografie im belgischen Antwerpen. In den 2020er Jahren widmete sie sich wieder intensiver dem Schauspiel und übernahm unter anderem Rollen in Westwall, Die Mittagsfrau von Barbara Albert oder Everyone is Fucking Crazy. Seit Juli 2023 ist sie in der Fernsehserie Legend of Wacken zu sehen.
Die Schauspieler Matthias Matschke und Judith Engel sind ihre Eltern. Mit ihrem Vater stand sie 2023 für die Serie Wir sind die Meiers das erste Mal gemeinsam vor der Kamera. Bereits im Jahr 2010 waren Vater und Tochter gemeinsam in dem preisgekrönten Hörspiel TACET von Paul Plamper zu hören gewesen.

## Filmografie
- 2010: Rosa Roth – Bin ich tot?
- 2013: Spreewaldkrimi: Mörderische Hitze
- 2014: bestefreunde
- 2015: Neu in unserer Familie – Zwei Eltern zu viel
- 2016: Neu in unserer Familie – Ein Baby für alle
- 2016: Das Märchen vom Schlaraffenland
- 2021: Westwall
- 2021: SOKO Leipzig
- 2022: Everyone is Fucking Crazy
- 2022: Die Mittagsfrau
- 2023: Legend of Wacken
- 2023: Nord Nord Mord – Sievers und der erste Schrei
- 2023: Wir sind die Meiers
- 2024: Doppelhaushälfte (Fernsehserie, 1 Folge)
- 2024: Großstadtrevier (Fernsehserie, 1 Folge)
- 2025: Notruf Hafenkante (Fernsehserie, 1 Folge)
- 2025: Die Diplomatin – Tod einer Nonne

## Hörspiele (Auswahl)
- 2010: Paul Plamper: TACET. Ruhe 2 (Kind) – Regie: Paul Plamper (Original-Hörspiel – WDR/Paul Plamper/Deutschlandradio (Auftragsproduktion))
- 2010: Mark Ravenhill: Gemeinschaftskunde. In Zusammenarbeit mit der Universität der Künste Berlin, Abteilung Schauspiel (Baby) – Regie: Gerd Wameling (Hörspielbearbeitung – Deutschlandradio)
- 2013: Albrecht Panknin: Erbe (Kleines Mädchen als Miranda) – Komposition und Regie: Albrecht Panknin (Originalhörspiel – HR)

Quelle: ARD-Hörspieldatenbank